# Aleš Kotalík
Aleš Kotalík (ur. 23 grudnia 1978 w Jindřichowym Hradcu) – czeski hokeista. Reprezentant Czech, olimpijczyk. Trener.
Również 23 grudnia, lecz cztery lata później, w Jindřichowym Hradcu urodził się inny czeski hokeista, Zbyněk Michálek.

## Kariera
- HC Czeskie Budziejowice U18 (1993-1995)
- HC Czeskie Budziejowice U20 (1995-1997)
- HC Czeskie Budziejowice (1997-2001)
  -  HC Jindřichův Hradec (2000)
- Buffalo Sabres (2001-2004, 2005-2009)
  -  Rochester Americans (2001-2002)
  -  Bílí tygři Liberec (2004-2005)
- Edmonton Oilers (2009)
- New York Rangers (2009-2010)
- Calgary Flames (2010-2011)
  -  Abbotsford Heat (2010-2011)
- Mountfield Hradec Králové (2011-2013)
- HC Czeskie Budziejowice (2013-2014)

Wychowanek klubu HC Czeskie Budziejowice. W drafcie NHL z 1998 został wybrany przez Buffalo Sabres. Do 2001 występował w czeskiej ekstralidze, po czym wyjechał do USA. Początkowo grał tam głównie w zespole farmerskim z Rochester w lidze AHL, a następnie na stałe w drużynie Szabel w NHL przez siedem niepełnych sezonów aż do 2009. Później grał jeszcze w trzech klubach NHL. W październiku 2011 powrócił do Czech i ponownie został graczem Czeskich Budziejowic. W sierpniu 2012 przedłużył kontrakt o rok. Od 2013 zawodnik klubu następczego przeniesionego do Hradec Králové i kapitan tej drużyny.

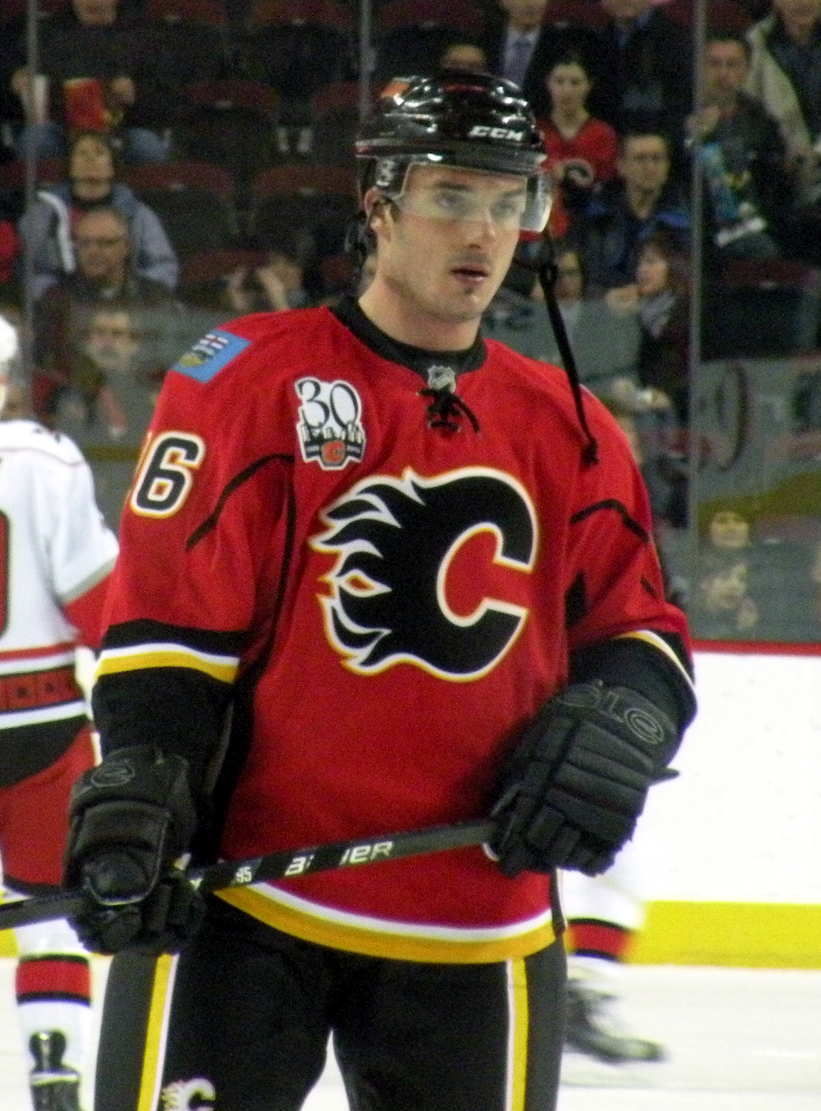
Aleš Kotalík w barwach Calgary Flames (2010)

Uczestniczył w turniejach na zimowych igrzyskach olimpijskich 2006 oraz mistrzostw świata w 2008, 2009.
Od 2016 działacz i trener w macierzystym klubie.

## Sukcesy
Reprezentacyjne
- Brązowy medal zimowych igrzysk olimpijskich: 2006

Klubowe
- Tipsport Hockey Cup: 2000 z HC Czeskie Budziejowice
- Mistrzostwo dywizji NHL: 2007 z Buffalo Sabres
- Presidents’ Trophy: 2007 z Buffalo Sabres
- Brązowy medal mistrzostw Czech: 2005 z Bílí tygři Liberec

Indywidualne
- NHL (2002/2003):
  - Najlepszy pierwszoroczniak miesiąca – styczeń 2003
- Mistrzostwa Świata w Hokeju na Lodzie 2008/Elita:
  - Jeden trzech najlepszych zawodników reprezentacji